# TV Avala
TV Avala, en serbe cyrillique ТВ Авала, était une chaîne de télévision généraliste nationale serbe dont le siège était à Belgrade, la capitale du pays.

## Histoire de la chaîne
TV Avala, qui a obtenu son autorisation d'émettre en avril 2006, a diffusé son premier programme le 17 septembre 2006. 

## Programmes
La chaîne se définissait comme une chaîne généraliste, diffusant des informations dans les domaines politique et culturel et des documentaires, mais aussi des films et des séries.